# Acacia imitans
Acacia imitans é uma espécie de leguminosa do gênero Acacia, pertencente à família Fabaceae.